# Флаг Сан-Томе и Принсипи
Государственный флаг Демократической Республики Сан-Томе́ и При́нсипи (порт. Bandeira de São Tomé e Príncipe) — её официальный государственный символ, наряду с гербом и гимном. был принят 5 ноября 1975 года.
Описание флага в конституции страны, вступившей в силу 10 сентября 1990 года, гласит:

Государственный флаг состоит из трёх полос, двух зелёных по краям равной ширины, и в середине, на которой находятся две чёрных пятиконечных звезды, — жёлтая полоса, которая в полтора раза шире двух других полос, и красного треугольника, основание которого находится на левом краю флага. Высота треугольника равна половине его основания.

Красный треугольник символизирует борьбу за независимость, две чёрные звезды олицетворяют принадлежность страны к Африке и представляют два крупнейших острова государства — остров Сан-Томе и остров Принсипи. Широкая жёлтая полоса символизирует экватор, на котором расположено островное государство, зелёные полосы олицетворяют воды Гвинейского залива и растительные ресурсы страны
Жёлтый цвет также символизирует богатство, которое приносят стране плантации какао.
Флаг основан на флаге Движения за освобождение Сан-Томе и Принсипи, МЛСТП (Movimento de Libertação de São Tomé e Príncipe, MLSTP), который являлся фактическим государственным флагом с 12 декабря 1974 года, когда была создана автономная Республика Сан-Томе и Принсипи, и был поднят 12 июля 1975 года при провозглашении независимости Демократической Республики Сан-Томе и Принсипи как её государственный флаг.

## История флага

Проект флага португальской заморской провинции Сан-Томе и Принсипи, 1965

В 1951 году португальская колония Сан-Томе и Принсипи получила статус заморской провинции (порт. província ultramarina).
В 1966 году португальский вексиллолог Альмейда Лангханс (Franz Paul de Almeida Langhans) в своей книге «Гербы заморских владений Португалии» (Armorial do Ultramar Português) предложил утвердить для всех португальских заморских провинций флаги на основе флага Португалии с добавлением изображения герба заморской провинции.
Утверждённый вместе с гербами других португальских колоний в 1935 году, герб Сан-Томе представлял собой трёхчастный щит, в основании которого, как и в гербах всех других португальских владений, были изображены зелёные и серебряные волны и в правой части в серебряном поле — пять лазуревых щитков с 5 серебряными гвоздями каждый (quina, старейший герб Португалии), а в левой красной части было изображение золотого водяного колеса с лазоревыми брызгами воды, — как символ Сан-Томе и Принсипи. Но проекты А. Лангханса даже не были рассмотрены правительством Португалии.
В 1960 году группа сантомейцев (уроженцев острова Сан-Томе) во главе с Мануэлом Пинтой да Коштой создала в Габоне Комитет освобождения Сан-Томе и Принсипи (порт. Comitê pela Libertação de São Tomé e Príncipe, CLSTP), который 18 апреля 1961 года в марокканском городе Касабланке вместе с Африканской партией независимости Гвинеи и Кабо-Верде (ПАИГК), Народным движением за освобождение Анголы (МПЛА) и Фронтом освобождения Мозамбика (ФРЕЛИМО) создал Конференцию националистических организаций португальских колоний (порт. Conferência das Organizações Nacionalistas das Colónias Portuguesas, CONCP).

Флаг МЛСТП (1972—1990)

В 1972 году Комитет освобождения Сан-Томе и Принсипи был преобразован в Движение за освобождение Сан-Томе и Принсипи (МЛСТП) (порт. Movimento de Libertação de São Tomé e Príncipe, MLSTP), которое было в том же году признано ООН в качестве единственного и подлинного представителя народа Сан-Томе и Принсипи.
Флаг МЛСТП панафриканских цветов был создан лидером Движения Мануэлом Пинтой да Коштой и состоял из трёх равновеликих горизонтальных полос — зелёной, жёлтой и зелёной, с красным треугольником у древка, и первоначально с чёрной аббревиатурой «MLSTP» на жёлтой полосе, которая вскоре была заменена двумя чёрными пятиконечными звёздами, символизирующими два острова страны.